# Seznam tramvajových obratišť v Ostravě
Seznam tramvajových obratišť v Ostravě obsahuje existující i zrušená ostravská tramvajová obratiště. 

## Provozovaná obratiště (2023)

### Smyčky
- Dubina (1, 3, 10, 12, 15, 17, 18, 19)
- Hlavní nádraží (1, 2, 8-polovina spojů, 18)
- Přívoz, Hlučínská (8-polovina spojů, 14)
- Hranečník (některé spoje 4, 14; 10,12)
- Hulváky (manipulační, výluková)
- Martinov (4, 19)
- Nádraží Vítkovice (manipulační, výluková)
- Nová Huť jižní brána (některé spoje 4; 14)
- Poruba, Vřesinská (některé spoje 5, 7, 8, 17)
- Výškovice (2, 6, 7, 15)
- Zábřeh (11)
- Budišovice, Zátiší (5)

#### Objízdná kolej
- Moravská Ostrava, Plynárny (6, 8-noční spoje)
- Poruba, vozovna (3, 11; některé spoje 5, 7, 8, 17)

## Zrušená obratiště
- Dubina (v současnosti Václava Jiříkovského)
- Josefa Kotase
- Hrabová Ščučí
- Hrabůvka kostel
- Klimkovice
- Mírové náměstí
- Dolní Vítkovice (kolejová spojka)
- Výstaviště